# Innocent God
Innocent God is het zevende muziekalbum van de Amerikaanse band Magellan. Het album staat weer bol van de bombastische progressieve rock, maar voor een metalband klinkt het nog te licht en melodieus.

## Musici
- Trent Gardner – zang, toetsen;
- Wayne Gardner – gitaar en basgitaar;
- Robert Berry – onbekend.

Voor het instrumentarium moet gegokt worden bij dit album; Robert Berry speelt volgens het boekje: "playing a long list of familiar instruments". Overigens declameert Trent hier meer dan hij zingt.

## Composities
- Invisible bright man
- My warrior
- Innocent God
- Found
- Who to believe?
- Sea of details
- Slow burn

Alle composities van Trent Gardner. In de titeltrack van het album somt Trent een aantal zaken op, die de "Innocent God" heeft laten gebeuren, vandaar dat de titel ironisch bedoeld is. Ook de Katrinaramp in New Orleans wordt bezongen.